# Nacionalni park Mesa Verde
Nacionalni park Mesa Verde jedan je od 58 nacionalnih parkova Sjedinjenih Američkih Država, smešten na jugozapadnom delu američke savezne države Kolorada, u okrugu Montezumi, u blizini grada Korteza. Na njegovih 210,9 km², u blizini područja parka poznatog kao „Četiri ugla” (engl. Four Corners), nalaze se brojne veličanstvene ruševine kuća i sela koje su izgradili pripadnici plemena Pueblo Indijanaca od 6. do 12. veka. Zbog toga je Nacionalni park Mesa Verde upisan na Uneskov spisak mesta Svetske baštine u Americi još 1978. godine.

## Istorija
Naseobine u Mesa Verde su delo predaka današnjih Pueblo Indijanaca koje su Navaho indijanci zvali Anasazi, što znači „stari narodi” ili „stari neprijatelji”. Oni su veći deo 12. i 13. veka živeli u naseobinama na liticama stena na prostorima današnjeg Novog Meksika, Arizone i jugozapadnog Kolorada. Odabirali su ova mesta zbog zaštite od poluaridne klime sa neredovnim padalinama i velikim temperaturnim razlikama noći i dana. Prva naselja iz 6. veka su bila ukopavana sela na samoj visoravni i u njima su pronađene tkanine od vlakana biljke juke koja je osnovna sirovina za predmete cele Anasazi kulture od 6. do 14. veka. Od 750. do 1100. godine počeli su da stvaraju naselja na liticama klanaca i podzemne zemunice (tzv. kive). Kultura je doživela vrhunac u 12. i 13. veku, a potom je iznenada nestala. Još uvek nije poznat razlog njihovog naglog nestanka, a pretpostavke se kreću od propadanja useva zbog suše, do upada drugih indijanskih plemena sa severa.
Iako su prvi španski istraživači stigli u ovo područje još u 18. veku, po svemu sudeći do pravog otkrića naseobina uklesanih u stene došlo je tek u drugoj polovini 19. veka. Vesti o otkriću ovih naseobina i njihova popularnost su se brzo počeli širiti zahvaljujući rančerima ranča Ričarda Veterila i iskopanjima arheologa Gustafa Nordenskielda. Zbog vandalizma i oštećivanja ovog bogatog istorijskog nalazišta, predsednik Teodor Ruzvelt je, u svrhu zaštite područja, 28. juna 1906. godine potpisao akt o osnivanju nacionalnog parka.

### Španski istraživači
Prvi Evropljani koji su stigli do Mesa Verde bili su španski istraživači koji su tražili prolaz od grada Santa Fe do Kalifornije 1760-ih i 1770-ih. Područje su, zbog velikih zaravni prekrivenih zelenilom, nazvali Mesa Verde, što je na španskom značilo Zeleni sto. Tokom svojih putovanja nikad nisu bili dovoljno blizu, niti su bili u mogućnosti da ugledaju drevna kamena sela i naseobine uklesane u stene, pa će oni biti otkriveni tek u sledećem veku.

### Prve fotografije
U ovo područje su povremeno dolazili i traperi te tragači za zlatom, od kojih je jedan od tragača zlata Džon Mos 1873. godine objavio prva zapažanja o ovom području. Sledeće godine sa Džonom Mosom je, kroz kanjon Mankos, u podnožje Mesa Verde stigao poznati fotograf Vilijam Henri Džekson koji je izradio prve fotografije tipičnih kamenih nastambina i objavio ih.

### Gustaf Nordenskield
Verojatno najvažniji posetilac područja 1891. godine je bio Gustaf Nordenskield, sin finsko-švedskog polarnog istraživača Adolfa Erika Nordenskielda. Po struci mineralog, Gustaf je prikupio zbirku artefakta, označio mesta, opsežno ih fotografirao, skicirao sve lokacije i objedinio svoja zapažanja sa postojećom arheološkom literaturom.
Nakon što je mesna zajednica doznala da Gustaf Nordenskield ima nameru da brodovima artefakte prebaci u muzej na severu Evrope, uhapsili su ga pod optužbom za razaranje ruševina. Čak su kružile glasine o linčovanju, ali je zahvaljujući intervenciji nekolicine vladinih službenika oslobođen optužbi i pušten na slobodu.
Po povratku u Švedsku Nordenskield je 1893. godine objavio prvu naučnu studiju o ruševinama Mesa Verde pod nazivom The Cliff Dwellers of the Mesa Verde (Stanovnici stenovite Mesa Verde), zahvaljujući kojoj je ovo područje dospelo do šire međunarodne javnosti. Danas je Nordenskieldova zbirka artefakata u finskom Narodnom muzeju najveća izvan Sjedinjenih Američkih Država. Bivši direktor nacionalnog parka Mesa Verde Robert Hejder o Nordenskieldovom doprinosu očuvanju parka je izjavio:
Naježim se pri pomisli što bi bilo s područjem Mesa Verde da nije bilo fotografa Gustafa Nordenskielda. Svojom je knjigom pridoneo da stenovite nastambine Mesa Verde postanu poznate, a njegov doprinos bi se mogao nazvati pretečom nacionalnog parka Mesa Verde kakvog poznajemo danas.

## Odlike
Nadmorska visina nacionalnog parka i cele visoravni Mesa Verde (šp. za „Zelena ploča”, tj. „zelena visoravan”) je u rasponu od oko 1.900 m do 2.600 m. Većim delom parka dominiraju grebeni i doline se grubo pružajući prema severu i jugu. Krajnja tačka parka je 21,2 km daleko od krajnje južne, dok je krajnja zapadna 19,2 km udaljena od krajnje istočne.

### Kuće u plitkim pećinama
Građevne strukture Mesa Verde dokaz su akumuliranog znanja i veština koje su se vekovima prenosile generacijama civilizacije Anasazi. Vrhunce svojih dosega ostvarili su u 12. i 13. veku, kada su sagrađene danas najpoznatije građevine na liticama. Zidali su obrađenim peščarom, tvrđim kamenom oblikovanim do veličine vekne hleba. Kao malter između cigli stavljali su glinu razmočenu vodom. Tim su materijalom gradili prostorije veličine do 6 kvadratnih metara. U potkrovljima su skladištili žitarice i druge useve, dok su kive - ceremonijalne prostorije - gradili ispred soba, ali ukopane u zemlju, nešto poput današnjih podruma. Kiva je bila vrhunski dizajnirana prostorija okruglog oblika s prostorom za vatru zimi te s dovodom hladnog vazduha za klimatizaciju leti. U zidane konstrukcije stavljali su i lokalno posečena stabla, što današnjim arheolozima pomaže u preciznom datiranju nastanka pojedine građevine metodom dendrohronologije. Ta stabla pridonose i teoriji o mogućem konačnom slomu ondašnjeg društva. Nakon što su, tokom nekoliko vekova, šume do kraja srušene, a njihova obnova zbog sušne klime traje i po 200 godina, nije proteklo puno vremena do konačnog urušavanja civilizacije. 90% sagrađenih naseobina ispod stena ima do deset prostorija. ⅓ od ukupnog broja sagrađenih kuća ima jednu ili dve kamene prostorije, ali jedna od njih je svakako kiva. Samo četiri najpoznatije naseobine imaju nešto veći broj soba, a to su Cliff Palace („Palata litice”) broji 150 soba i prostorija za useve, Long House („Duga kuća”) broji jednak broj soba, Spruce Tree House („Kuća smrekovine”) sa 130 soba i Balcony House („Kuća balkona”) sa 45 soba i 2 kive.
Najslavnija zdanja nacionalnog parka Mesa Verde su:
- „Palata litice” (Cliff Pallace) je najpoznatija i najveća nastambina u kojoj se nalazi 150 soba, 23 prostorije namenjene verskim ritualima te brojni prolazi i tuneli. Mnoge prostorije su imale šarene zidne slike.[6]
- „Duga kuća” (Long House) je drugo zdanje po veličini u kojem je živelo oko 150 porodica u nestabilnim sobama koje su se mogle proširiti rušenjem jednog od zidova. Nalazi se u prostoru Wetherill Mesa, u blizini potoka do kojega su vodile vijugave uklesane stepenice.
- „Kuća vrč” (Mug House) je još jedna ruševina na prostoru Wetherill Mesa koju je iskopao arheolog Artur Ron 1960-ih. Zdanje ima 94 sobe na četiri nivoa, uključujući i veliku prostoriju za verske obrede.[6]
- „Kuća smrekovine” (Spruce Tree House) se nalazi na predelu Chapin Mesa. Ova nastambina je lako dostupna i dobro očuvana, a u njenom sastavu je prostorija za verske obrede sa obnovljenim krovom. Iskapanja su ukazala da je ova nastambina, kao i mnoge druge u Mesa Verdeu, verojatno bila nastanjena manje od sto godina.[6]
- „Kuća kvadratičnog tornja” (Square Tower House) je nazvana je po svom visokom tornju, koji je najviša građevina u Mesa Verdeu. Bila je nastanjena između 1200. i 1300. godine.
- „Kuća balkona” (Balcony House) nema spoljašnjih delova osim balkona 45 soba i 2 kive, do kojih se dolazi 11 m visokim stepeništem i puzanjem kroz 6 m dug tunel. Prema nekim zapisima ovu je nastambinu 1884. otkrio kopač S. E. Osborn, a 1910. godine ju je iskopao Džesi Nusbaum.[7]

## Literatura
- Adams, Karen R. (2006), „Through the Looking Glass”,  Ур.: Nobel, David Grant, The Mesa Verde World: Explorations in Ancestral Puebloan Archaeology, School of American Research Press, стр. 1—7, ISBN 978-1-930618-75-6
- Bell, Julie (2006), „Fire and Archeology on Mesa Verde”,  Ур.: Nobel, David Grant, The Mesa Verde World: Explorations in Ancestral Puebloan Archaeology, School of American Research Press, стр. 118—21, ISBN 978-1-930618-75-6
- Benson, L.V.; Griffin, E.R.; Stein, J.R.; Friedman, R.A.; Andrae, S.W. (2014), „Mummy Lake: An Unroofed Ceremonial Structure Within a Large-scale Ritual Landscape”, Journal of Archaeological Science, 44, стр. 164—79, doi:10.1016/j.jas.2014.01.021
- Cameron, Catherine M. (2006), „Leaving Mesa Verde”,  Ур.: Nobel, David Grant, The Mesa Verde World: Explorations in Ancestral Puebloan Archaeology, School of American Research Press, стр. 139—47, ISBN 978-1-930618-75-6
- Casey, Robert L. (1993) [1983], High Journey to the Southwest, The Globe Pequot Press, ISBN 978-1-56440-151-9
- Charles, Mona (2006), „The First Mesa Verdeans: Hunters, Foragers, and First Farmers”,  Ур.: Nobel, David Grant, The Mesa Verde World: Explorations in Ancestral Puebloan Archaeology, School of American Research Press, стр. 8—17, ISBN 978-1-930618-75-6
- Cole, Sally J. (2006), „Imagery and Tradition: Murals of the Mesa Verde Region”,  Ур.: Nobel, David Grant, The Mesa Verde World: Explorations in Ancestral Puebloan Archaeology, School of American Research Press, стр. 92—99, ISBN 978-1-930618-75-6
- Cordell, Linda S.; Van West, Carla R.; Dean, Jeffrey S.; Muenchrath, Deborah A. (2007), „Mesa Verde Settlement History and Relocation: Climate Change, Social Networks, and Ancestral Pueblo Migration”, Kiva, 72 (4), стр. 379—405
- Fitzgerald, Michael (14. 3. 2009), The Majesty of Mesa Verde: In Colorado, canyons and ancient dwellings still awe, The Wall Street Journal, стр. W12, Приступљено 1. 6. 2015
- Glowacki, Donna M.; Neff, Hector; Glascock, Michael D. (1998), „An Initial Assessment of the Production and Movement of Thirteenth Century Ceramic Vessels in the Mesa Verde Region”, Kiva, 63 (3), стр. 217—41
- Harden, Mark (2015), Colorado landmark named West's best cultural attraction, Denver Business Journal, Приступљено 16. 6. 2015
- Harris, Ann G.; Tuttle, Esther; Tuttle, Sherwood D. (2004), „Mesa Verde National Park”, Geology of National Parks (6 изд.), Kendall Hunt Publishing, стр. 91—102, ISBN 978-0-7872-9971-2
- Hurst, Winston; Till, Jonathan (2006), „Mesa Verdean Sacred Landscapes”,  Ур.: Nobel, David Grant, The Mesa Verde World: Explorations in Ancestral Puebloan Archaeology, School of American Research Press, стр. 74—83, ISBN 978-1-930618-75-6
- Kantner, John (2004), Ancient Puebloan Southwest, Cambridge University Press, ISBN 978-0-521-78880-9
- Keller, Robert (1998), American Indians & National Parks, Tucson: The University of Arizona Press, ISBN 0816513724
- Kohler, Timothy A. (2006), „Simulation and Imagination: Fistfight in the Mesa Verde”,  Ур.: Nobel, David Grant, The Mesa Verde World: Explorations in Ancestral Puebloan Archaeology, School of American Research Press, стр. 66—73, ISBN 978-1-930618-75-6
- Kuckelman, Kristen A. (2006), „Ancient Violence in the Mesa Verde Region”,  Ур.: Nobel, David Grant, The Mesa Verde World: Explorations in Ancestral Puebloan Archaeology, School of American Research Press, стр. 127—35, ISBN 978-1-930618-75-6
- Lang, Richard W. (2006), „Craft Arts of the Mesa Verde”,  Ур.: Nobel, David Grant, The Mesa Verde World: Explorations in Ancestral Puebloan Archaeology, School of American Research Press, стр. 58—65, ISBN 978-1-930618-75-6
- Lekson, Stephen H. (2015) [1999], The Chaco Meridian: One Thousand Years of Political and Religious Power in the Ancient Southwest (Second изд.), Rowman and Littlefield, ISBN 978-1-4422-4645-4
- Lipe, Willian D. (2006), „The Mesa Verde Region during Chaco Times”,  Ур.: Nobel, David Grant, The Mesa Verde World: Explorations in Ancestral Puebloan Archaeology, School of American Research Press, стр. 28—37, ISBN 978-1-930618-75-6
- Malville, J. McKim (2006), „The Cosmic and the Sacred at Yellow Jacket Pueblo and Mesa Verde”,  Ур.: Nobel, David Grant, The Mesa Verde World: Explorations in Ancestral Puebloan Archaeology, School of American Research Press, стр. 84—91, ISBN 978-1-930618-75-6
- Naranjo, Tessie (2006), „"We Came from the South, We Came from the North": Some Tewa Origin Stories”,  Ур.: Nobel, David Grant, The Mesa Verde World: Explorations in Ancestral Puebloan Archaeology, School of American Research Press, стр. 49—57, ISBN 978-1-930618-75-6
- National Park Service (1986), Petroglyph Trail Guide, Mesa Verde Museum Association and Mesa Verde National Park
- Nordby, Larry V. (2006), „Understanding Mesa Verde's Cliff Dwelling Architecture”,  Ур.: Nobel, David Grant, The Mesa Verde World: Explorations in Ancestral Puebloan Archaeology, School of American Research Press, стр. 110—17, ISBN 978-1-930618-75-6
- Ortman, Scott (2006), „Ancient Pottery of the Mesa Verde Country: How Ancestral Pueblo People Made It, Used It, and Thought About It”,  Ур.: Nobel, David Grant, The Mesa Verde World: Explorations in Ancestral Puebloan Archaeology, School of American Research Press, стр. 100—109, ISBN 978-1-930618-75-6
- National Park Service (a), Mesa Verde, United States Department of the Interior, Приступљено 1. 6. 2015
- National Park Service (b), Mesa Verde: Balcony House, United States Department of the Interior, Приступљено 1. 6. 2015
- National Park Service (c), Mesa Verde: Long House, United States Department of the Interior, Приступљено 1. 6. 2015
- National Park Service (d), Mesa Verde: Timeline, United States Department of the Interior, Приступљено 1. 6. 2015
- National Park Service (e), Mesa Verde: Spruce Tree House, United States Department of the Interior, Приступљено 1. 6. 2015
- National Park Service (f), Mesa Verde: Self-guided tours; Chapin Mesa, United States Department of the Interior, Приступљено 1. 6. 2015
- National Park Service (g), Mesa Verde: New 2011 Backcountry Hikes, United States Department of the Interior, Приступљено 1. 6. 2015
- National Park Service (h), Mesa Verde: Geology, United States Department of the Interior, Приступљено 11. 8. 2015
- Noel, Thomas J. (2015), Colorado: A Historical Atlas, University of Oklahoma Press, ISBN 978-0-8061-5353-7
- Reynolds, Judith; Reynolds, David (2006), Nordenskiöld of Mesa Verde, Xlibris Corporation, ISBN 978-1-4257-0484-1
- Robertson, Janet (2003) [1990], The Magnificent Mountain Women: Adventures in the Colorado, University of Nebraska Press, ISBN 978-0-8032-3892-3
- Varien, Mark D. (2006), „Turbulent Times in the Mesa Verde World”,  Ур.: Nobel, David Grant, The Mesa Verde World: Explorations in Ancestral Puebloan Archaeology, School of American Research Press, стр. 39—47, ISBN 978-1-930618-75-6
- Watson, Don (1961), Indians of the Mesa Verde, Mesa Verde Museum Association
- Webb, Robert H.; Boyer, Diane E.; Turner, Raymond M. (2010), Repeat Photography: Methods and Applications in the Natural Sciences, Island Press, ISBN 978-1-59726-712-0
- Wenger, Gilbert R. (1991) [1980], Story of Mesa Verde National Park, Mesa Verde Museum Association, ISBN 978-0-937062-15-9
- Wilshusen, Richard H. (2006), „The Genesis of Pueblos: Innovations between 500 and 900 CE”,  Ур.: Nobel, David Grant, The Mesa Verde World: Explorations in Ancestral Puebloan Archaeology, School of American Research Press, стр. 18—27, ISBN 978-1-930618-75-6
- Wright, Kenneth R. (2006), „Water for the Mesa Verdeans”,  Ур.: Nobel, David Grant, The Mesa Verde World: Explorations in Ancestral Puebloan Archaeology, School of American Research Press, стр. 122—25, ISBN 978-1-930618-75-6